# Adolf Grünbaum
Adolf Grünbaum, född 15 maj 1923 i Köln, Tyskland, död 15 november 2018, var en tysk-amerikansk filosof och vetenskapsteoretiker, verksam i USA.